# Alright (musikalbum)
Alright är Jerry Williams 31:a album. Skivan är producerad av Mikael Herrström och släpptes 9 november 2011. 

## Låtlista
1. Blue Jean Bop
2. Your True Love
3. Cancel The Wedding
4. I'll Never Let You Go Little Darlin'
5. The Shape I'm In
6. Rebound
7. I Can't Sleep (Without You)
8. Pretend
9. Corrine, Corrina
10. Rockin' Love
11. Sag Drag And Fall
12. Small Town Hero
13. Since I Met You Baby
14. Peppermint Twist
15. 2 Sunsets (And A Dream)
16. These Pills